# 拉奇芒格阿尔
拉奇芒格阿尔（Lachhmangarh），是印度拉贾斯坦邦Sikar县的一个城镇。总人口47288（2001年）。

## 人口
该地2001年总人口47288人，其中男性24585人，女性22703人；0—6岁人口8226人，其中男4328人，女3898人；识字率59.36%，其中男性为70.46%，女性为47.35%。